# Honungshätting
Honungshätting (Galerina pumila) är en svampart som först beskrevs av Christiaan Hendrik Persoon, och fick sitt nu gällande namn av M. Lange 1961. Enligt Catalogue of Life ingår Honungshätting i släktet Galerina,  och familjen Strophariaceae, men enligt Dyntaxa är tillhörigheten istället släktet Galerina,  och familjen buktryfflar. Arten är reproducerande i Sverige. Inga underarter finns listade i Catalogue of Life.